# 跛鴨會期
跛鴨會期指的是次屆的民意代表已選出但尚未就任之前，當屆即將離任的民代在此期間所召開的會期。這項表述不僅用於無限期休會後所召開的特別會期，亦指選後的例行會期。以美國國會而言，在選舉日到隔年1月召開次屆國會之間，所有的國會會期依現行看法來說都是跛鴨會期。所以在美國憲法第二十修正案於1933年修訂國會任期起迄日之前，國會的最後一次例行會期一定是跛鴨會期。
自1940年迄今，美國國會已有過16次的「跛鴨會期」。最後一次例行會期後的休會期通常始於10月中旬，持續約一到兩個月。由於國會通常在11月中旬復會，又在聖誕節前休會，因此「跛鴨會期」持續約一個月。然而，有些休會期始於8月7日至11月3日之間，結束於11月8日至12月31日間。所以「跛鴨會期」最早結束於11月22日，最晚是1月3日。會期最短1天，最長為145日。
跛鴨會期主要是為滿足程序形式（如1948年），有些則為待命（如1940年、1942年），或為處理單一特定問題（如1954年、1994年、1998年）而召開。有些會期會將重大議題延到次屆國會（如1944年、1982年、2004年）處理，特別是當同一政黨有望拓展其席次優勢時。但大多數這樣的會期至少可被視為成效普通。當總統向還在其政黨控制下的跛鴨會期提交牽涉廣泛的議程時，國會通常會批准其多項建議（如1950年、2002年、2004年）。但若在政府分裂的情況下這樣做，勝算就不大，通常會遭否決措施（如1970年、1974年、1982年）。近年來大多數的跛鴨會期的主要用來完成撥款，和審議預算。在1974年、1980年、1982年、2000年、2004年、和2012年等屆國會，這麼做至少取得若干成效；但在1970年和2002年等屆，最終決議基本上是留給次屆國會。
無論是否為西敏制，議會制國家通常不會有「跛鴨會期」。議會制下的選舉或任期開始通常沒有固定日期，因此新議會的會期一定始於選後的首次會議，前屆國會通常由國家元首依政府首腦要求解散，再怎麼樣也沒有在新舊両屆的國會會期之間召開會議這回事。與總統制國會議員在任期結束前仍擁有全部權力不同，議會制下的卸任議員依慣例權力受限。任何已解散議會的內閣成員皆為“代理”或“看守”性質（即不能作出重要的任命或政策聲明），直至新一屆議會召開為止。

## 跛鴨會期成因
國會跛鴨會期是指下屆國會已選出，而本屆國會任期已結束，在這之間所召開的會期。以美國而論，任何在11月國會選舉日至隔年1月3日新一屆國會就職之間所舉行的會議盡屬跛鴨會期。與會者是現任國會議員，不一定有資格任職於新國會。
跛鴨會期成因多樣：
- 實際上，國會內規通常規定在選舉休會期結束後復會。 （1954年則只有參議院以這種方式復會，而眾議院則無限期休會。）
- 1940年、1942年和2002年，國會於休會後繼續舉行會議，有時只是形式上每三天召開一次會議，直到選舉結束後很長一段時間。
- 國會可根據休會決議賦予領導層在選舉休會後重新召開會議的應急性權力（1998 年，只有眾議院採行）。

另有兩種從沒實行過的可能性：
- 國會可先設定選後新會期的法定日期再無限期休會。
- 在國會休會或無限期休會中，總統可在選後某日召開國會特別會議。

## 「跛鴨」的涵義
「跛鴨」一詞最初出現於18世紀的英國，指的是被認為“跛腳”的破產商人，他們因權勢被削弱而成為弱者，就像受了槍傷的獵鳥。到了1830年代，這項用法擴展到了任期已定的公職人員。例如，在當今美國，總統不僅在連任失敗或繼任者已當選後被視為“跛鴨”，在確知無法連任或不挒算連任下也被視為“跛鴨”。
類似情況的國會議員也被視為「跛鴨」。因此，這一表述既適用於已知不尋求連任的議員，也適用於落選的議員。尤其是在國會選舉後，所有未獲連任的議員在新國會任期開始前都可被稱為“跛鴨”。當包括這些議員在內的舊國會召開選後的會期時，即被稱為「跛鴨會期」。